# Daleville (Indiana)
Daleville és una població dels Estats Units a l'estat d'Indiana. Segons el cens del 2000 tenia 1.658 habitants.

## Demografia
Segons el cens del 2000, Daleville tenia 1.658 habitants, 650 habitatges, i 453 famílies. La densitat de població era de 321,7 habitants per km².
Dels 650 habitatges en un 35,2% hi vivien nens de menys de 18 anys, en un 57,2% hi vivien parelles casades, en un 9,5% dones solteres, i en un 30,2% no eren unitats familiars. En el 25,8% dels habitatges hi vivien persones soles l'11,5% de les quals corresponia a persones de 65 anys o més que vivien soles. El nombre mitjà de persones vivint en cada habitatge era de 2,55 i el nombre mitjà de persones que vivien en cada família era de 3,09.
Per edats la població es repartia de la següent manera: un 28% tenia menys de 18 anys, un 8,1% entre 18 i 24, un 30,3% entre 25 i 44, un 21,8% de 45 a 60 i un 11,8% 65 anys o més.
L'edat mediana era de 35 anys. Per cada 100 dones de 18 o més anys hi havia 89,7 homes.
La renda mediana per habitatge era de 40.592$ i la renda mediana per família de 48.289$. Els homes tenien una renda mediana de 36.500$ mentre que les dones 23.182$. La renda per capita de la població era de 18.020$. Entorn del 2,3% de les famílies i el 2,7% de la població estaven per davall del llindar de pobresa.

## Poblacions més properes
El següent diagrama mostra les poblacions més properes.